# العلاقات الأذربيجانية الباكستانية
العلاقات الأذربيجانية الباكستانية هي العلاقات الثنائية التي تجمع بين أذربيجان وباكستان.

## مقارنة بين البلدين
هذه مقارنة عامة ومرجعية للدولتين:
| وجه المقارنة                                              | أذربيجان        | باكستان                     |
| --------------------------------------------------------- | --------------- | --------------------------- |
| المساحة (كم2)                                             | 86.60 ألف       | 881.91 ألف                  |
| عدد السكان (نسمة)                                         | 10.00 مليون     | 197.02 مليون                |
| الكثافة السكانية (ن./كم²)                                 | 115.47          | 223.4                       |
| العاصمة                                                   | باكو            | إسلام آباد                  |
| اللغة الرسمية                                             | اللغة الأذرية   | لغة إنجليزية، اللغة الأردية |
| العملة                                                    | مانات أذربيجاني | روبية باكستانية             |
| الناتج المحلي الإجمالي (بليون دولار)                      | 40.75 مليار     | 304.95 مليار                |
| الناتج المحلي الإجمالي (تعادل القوة الشرائية) بليون دولار | 171.56 مليار    | 946.67 مليار                |
| الناتج المحلي الإجمالي الاسمي للفرد دولار أمريكي          | 5.50 ألف        | 1.43 ألف                    |
| الناتج المحلي الإجمالي للفرد دولار أمريكي                 | 17.52 ألف       | 4.81 ألف                    |
| مؤشر التنمية البشرية                                      | 0.751           | 0.538                       |
| رمز المكالمات الدولي                                      | +994            | +92                         |
| رمز الإنترنت                                              | .az             | .pk                         |
| المنطقة الزمنية                                           | ت ع م+04:00     | ت ع م+05:00                 |

## منظمات دولية مشتركة
يشترك البلدان في عضوية مجموعة من المنظمات الدولية، منها:
| علم المنظمة | اسم المنظمة                               | تاريخ انضمام أذربيجان | تاريخ انضمام باكستان |
| ----------- | ----------------------------------------- | --------------------- | -------------------- |
|             | منظمة التعاون الإسلامي                    | 1991                  | ?                    |
|             | الاتحاد البريدي العالمي                   | ?                     | ?                    |
|             | بنك التنمية الآسيوي                       | 1999                  | 1966                 |
|             | يونسكو                                    | 3 يونيو 1992          | 14 سبتمبر 1949       |
|             | البنك الدولي للإنشاء والتعمير             | 18 سبتمبر 1992        | 11 يوليو 1950        |
|             | وكالة ضمان الاستثمار متعدد الأطراف        | 23 سبتمبر 1992        | 12 أبريل 1988        |
|             | الاتحاد الدولي للاتصالات                  | 10 أبريل 1992         | 26 أغسطس 1947        |
|             | منظمة الشرطة الجنائية الدولية             | ?                     | ?                    |
|             | مؤسسة التمويل الدولية                     | 11 أكتوبر 1995        | 20 يوليو 1956        |
|             | الأمم المتحدة                             | 2 مارس 1992           | 30 سبتمبر 1947       |
|             | منظمة حظر الأسلحة الكيميائية              | ?                     | ?                    |
|             | المركز الدولي لتسوية المنازعات الاستشارية | 18 أكتوبر 1992        | 15 أكتوبر 1966       |

## وصلات خارجية
- موقع وزارة الخارجية الأذربيجانية
- موقع وزارة الخارجية الباكستانية